# Fran Vesel
Fran Vesel, slovenski fotograf, * 20. december 1884, Ljubljana, † 7. marec 1944, Ljubljana.
Rodil se je očetu ključavničarju Andreju in materi Ani (rojena Regoršek). Vesel je po prvem razredu gimnazije obiskoval trgovsko šolo in sprva delal v očetovi trgovini. Med letoma 1912 in 1923 je delal pri Uradu za zgradbo hudournikov v Ljubljani. Od leta 1917 do konca prve svetovne vojne je v Judenbergu služil kot črnovojnik brez orožja. Po smrti očeta se je preselil v hišo na Komenskega ulici, kjer je kot stanodajalec živel od najemnine. Umrl je leta 1944 po daljši bolezni.
Stric Ferdo Vesel ga je navdušil za fotografijo, začel je tudi zbirati slovenske kulturne dokumente, reprodukcije likovnih del, članke in fotografije. Fotografirati je začel kot 16-letni dijak na Prvi slovenski umetniški razstavi v ljubljanskem Mestnem domu leta 1900. Prijateljeval je s člani Slovenske moderne, predvsem Otonom Župančičem in Ivanom Cankarjem, ki ju je tudi večkrat portretiral. Zanimala ga je predvsem dokumentarna plat fotografije, tako je poleg serije portretov umetnikov v ateljejih posnel tudi serijo umetnikov na mrtvaškem odru, pa tudi seriji portretov v slovenski narodni noši in krajinskih fotografij. V oporoki je zapustil celotno svojo zbirko slovenskemu narodu.